# Archi
Archi es una localidad de 2325 habitantes de la provincia de Chieti, Italia, y forma parte de la Comunità Montana Valsangro.

## Geografía
Es una población situada sobre una colina a 492 m y se extiende por una superficie de 2818 has. Los mayores relieves son la Serra, el Colle della Guardia, el Colle Bertoldo, el Monte Rione y el Colle Verri.

## Historia
Documentos que se remontan desde 1308 hasta 1700, se llama de diversas formas: "territorium arcanum", "terra arcanum", "Arci", "Territorio de archi". A partir del siglo XVIII la localidad se llama definitivamente Archi.

## Evolución demográfica
| Gráfica de evolución demográfica de Archi entre 1861 y 2001 |
|                                                             |
| Fuente ISTAT - elaboración gráfica de Wikipedia             |